# Agathosma eriantha
Agathosma eriantha är en vinruteväxtart som först beskrevs av Ernst Gottlieb von Steudel, och fick sitt nu gällande namn av Ernst Gottlieb von Steudel. Agathosma eriantha ingår i släktet Agathosma och familjen vinruteväxter. Inga underarter finns listade i Catalogue of Life.